# Palpomyia algeriana
Palpomyia algeriana är en tvåvingeart som beskrevs av Clastrier 1962. Palpomyia algeriana ingår i släktet Palpomyia och familjen svidknott. Inga underarter finns listade i Catalogue of Life.